# Manipulator (Ty Segall)
Manipulator è il settimo album in studio del musicista statunitense Ty Segall, pubblicato nel 2014.

## Tracce
1. Manipulator – 3:10
2. Tall Man Skinny Lady – 4:03
3. The Singer – 4:16
4. It's Over – 3:01
5. Feel – 4:17
6. The Faker – 4:09
7. The Clock – 2:53
8. Green Belly – 2:33
9. The Connection Man – 2:19
10. Mister Main – 2:48
11. The Hand – 4:45
12. Susie Thumb – 2:30
13. Don't You Want to Know? (Sue) – 2:36
14. The Crawler – 2:25
15. Who's Producing You? – 2:55
16. The Feels – 3:09
17. Stick Around – 4:34